# Права людини в Росії

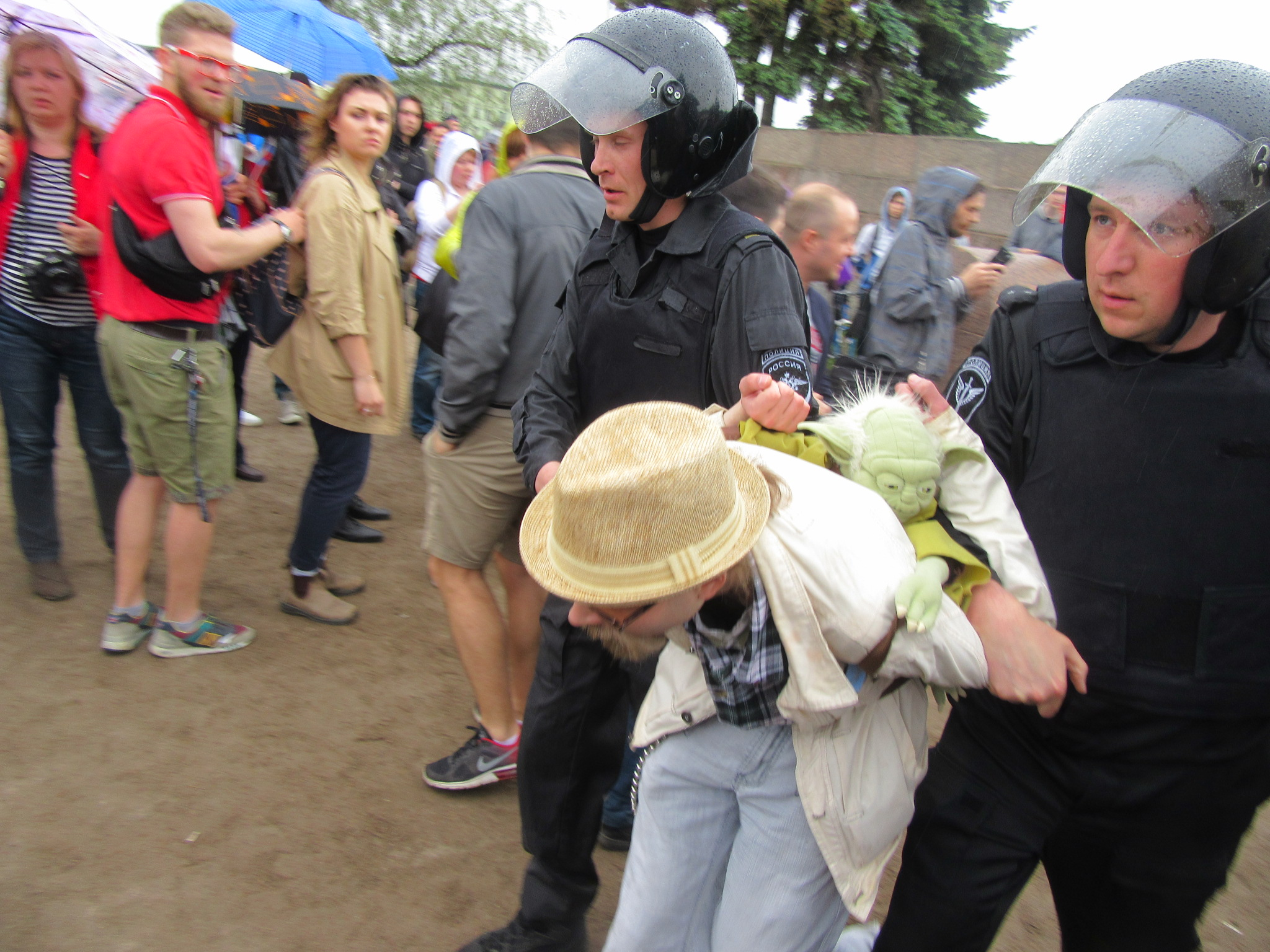
Придушення протестів у червні 2017

Права людини в Росії — юридичні норми з прав людини, закріплені в Конституції Росії та ратифікованих Російською Федерацією міжнародних угодах, та практика щодо забезпечення цих норм.

## Декларація прав людини в законодавстві Росії
Особа, яка вважає, що його конституційне право порушено нормою того чи іншого федерального закону, має право після того, як пройде всі судові інстанції подати скаргу в Конституційний суд Російської Федерації. Крім того, якщо особа вважає, що в його випадку було порушення його права, передбаченого Європейською конвенцією про захист прав людини і основних свобод або Міжнародним пактом про громадянські і політичні права, то вона має право звернути відповідно в ЄСПЛ і Комітет з прав людини ООН. У Росії основні права людини порушуються досить часто, особливо щодо ув'язнених. Ефективність національних правозахисних інститутів у Росії ( органів прокуратури, різних Уповноважених з прав людини) залишається дуже низькою - за станом на 2010-ті роки відновлення прав заявників цим структурам вдається домогтися не більше, ніж в 6 - 12 % випадків.

## Порушення прав людини у Росії
Повернення Путіна в президентське крісло в 2012 році ознаменувався наступом на свободу слова і зборів в Росії. Опозиційні активісти отримали клеймо «зрадників» і «п'ятої колони», також почались переслідування неурядових гуманітарних організацій, особливо — з участю іноземного капіталу, проти них були прийняті спеціальні закони «про іноземних агентів» і «небажаних організаціях».

## Цікаві факти
- Стаття 27 Конституції Росії гарантує право вільно обирати місце для проживання, а спеціальний московський закон встановлює, що особа, яка прибуває до столиці Росії має протягом 3-х місяців стати на облік[2].